# Entomofilia
Entomofilia es un síndrome floral o conjunto de características de las flores polinizadas preferentemente por insectos. La inmensa mayoría de las plantas polinizadas por animales son polinizadas por insectos por eso a veces los términos entomofilia y zoofilia se confunden. A veces también se confunde con melitofilia que se refiere a las flores polinizadas por abejas, el tipo más común de polinización por insectos.

La entomofilia abarca, además de las flores polinizadas por abejas, a las que son polinizadas por un gran número de especies de insectos polinizadores, entre ellos moscas, avispas, mariposas y polillas (Lepidoptera) y escarabajos. 
Las especies entomófilas tienen flores con cualidades que las hacen atractivas a los insectos: colores brillantes, perfume, néctar, formas y diseños especiales que guían al insecto. Los granos de polen son en general más grandes que los de flores anemófilas (polinizadas por el viento) y suelen ser más pegajosos tendiendo a unirse en grupos y a adherirse al cuerpo del insecto en vez de flotar fácilmente en el viento. Además suelen tener más valor nutritivo para el insecto.

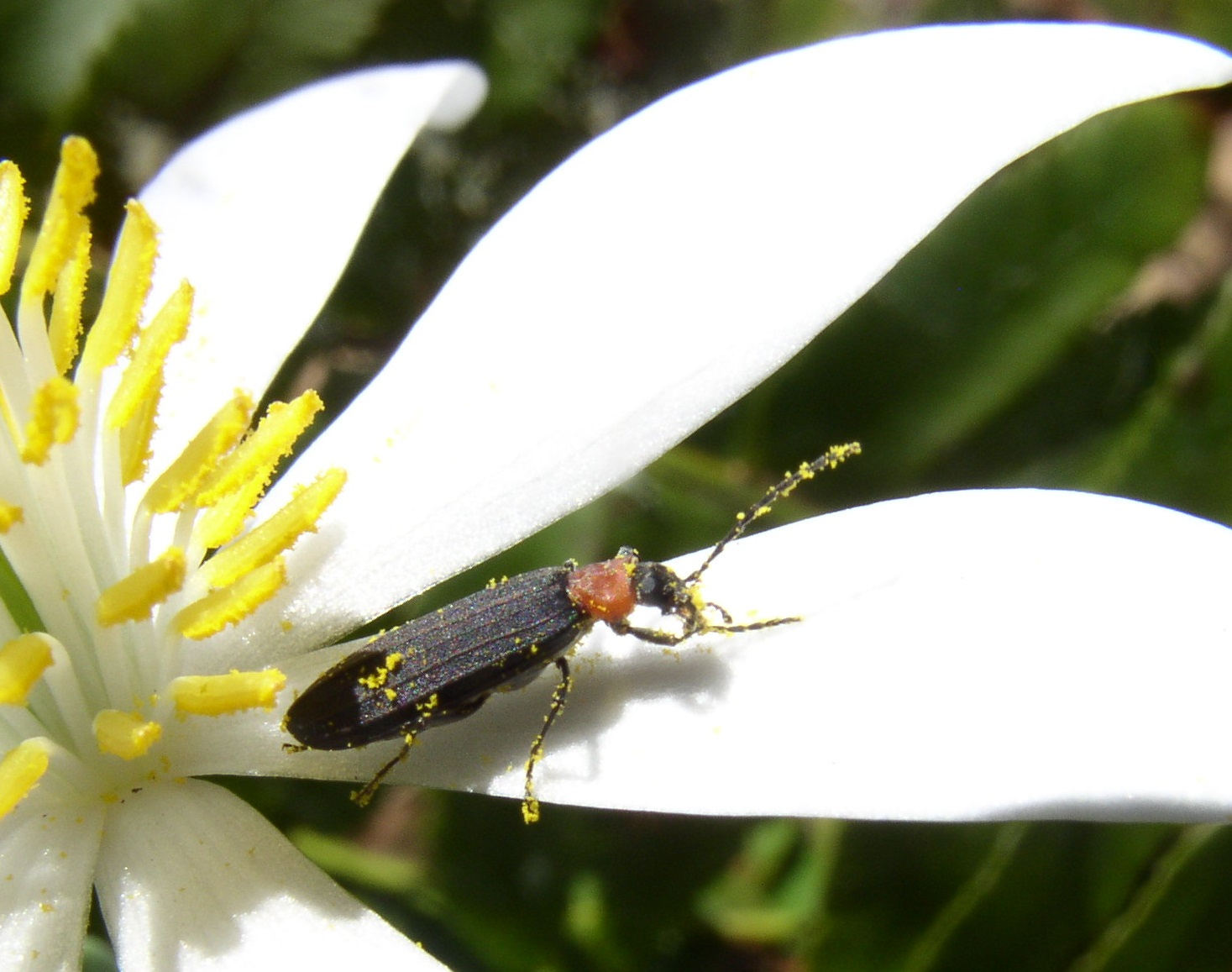
Escarabajo, Asclera ruficollis en flor de Sanguinaria canadensis
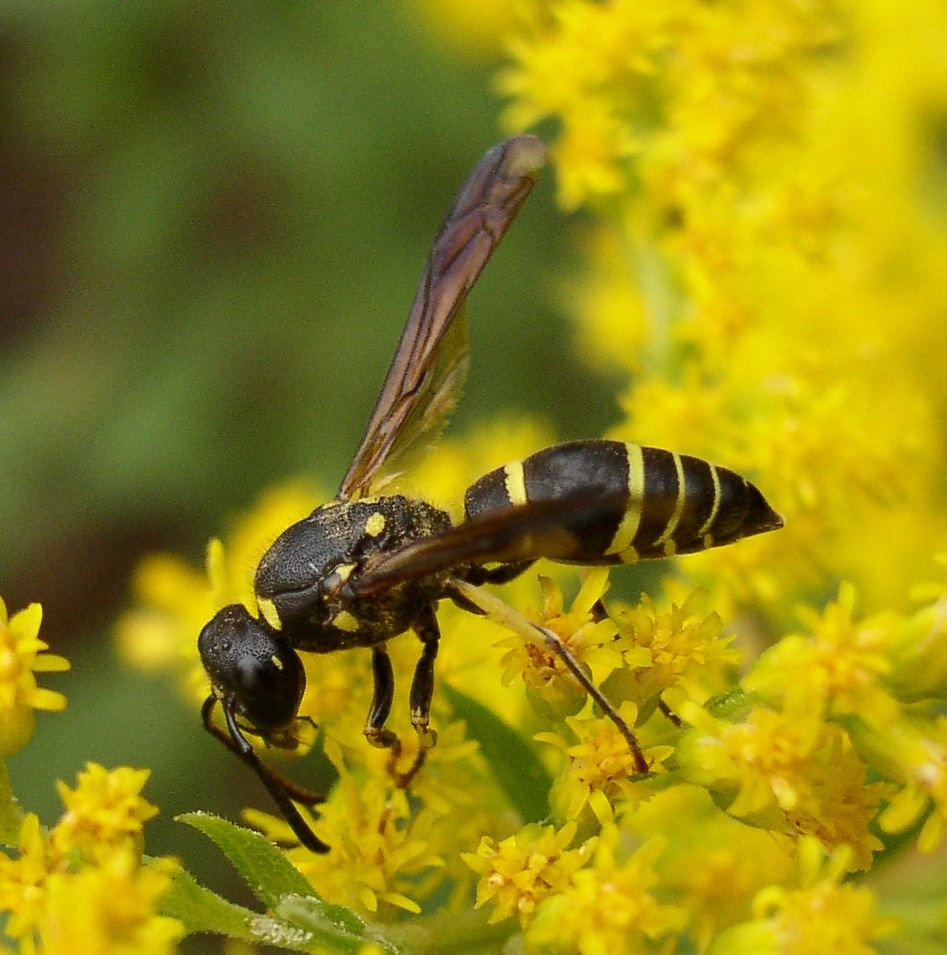
Avispa, Ancistrocerus antilope en flores de vara de oro, Solidago sp.
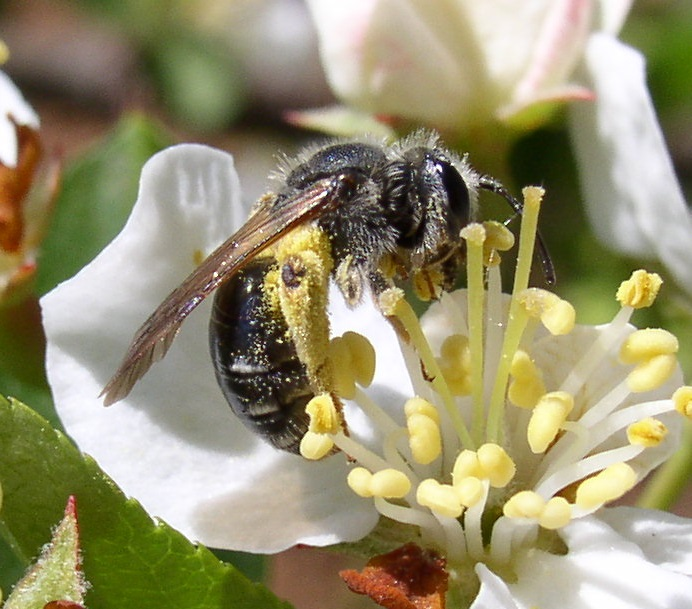
Abeja Andrenidae en Prunus
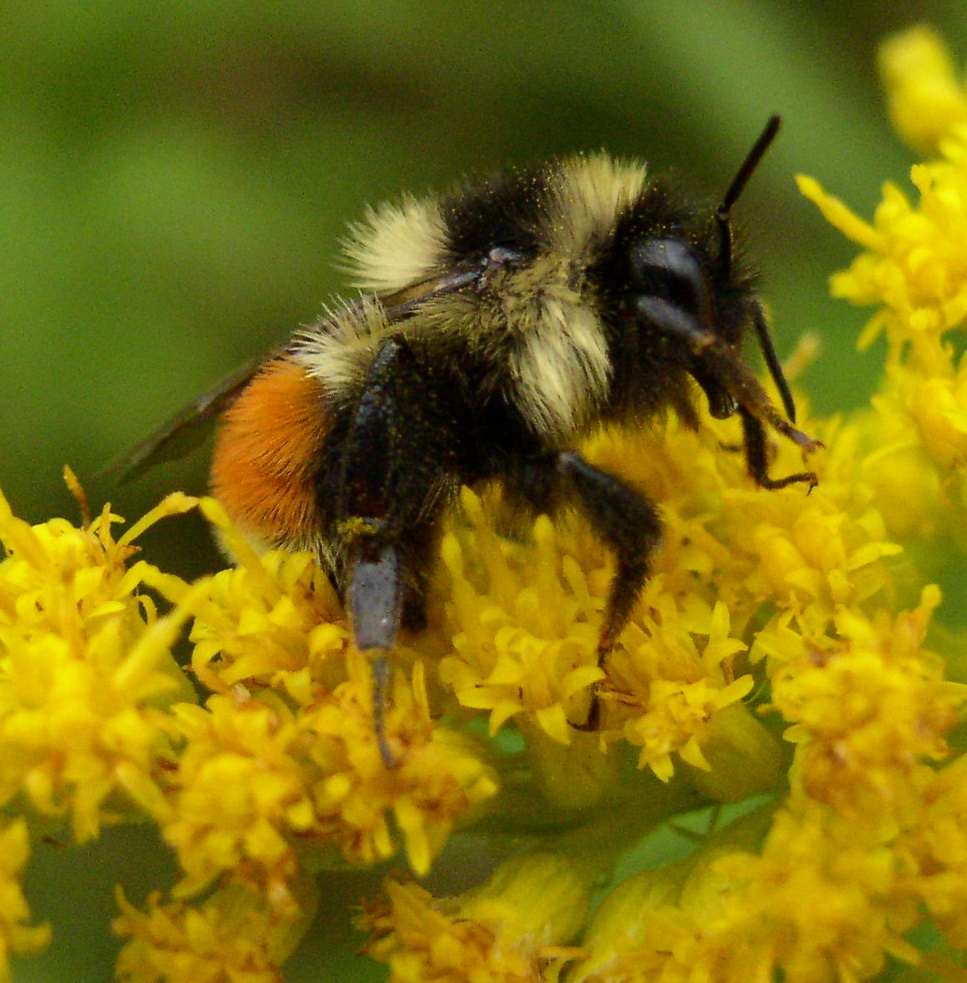
Abejorro, Bombus ternarius en vara de oro, Solidago sp.
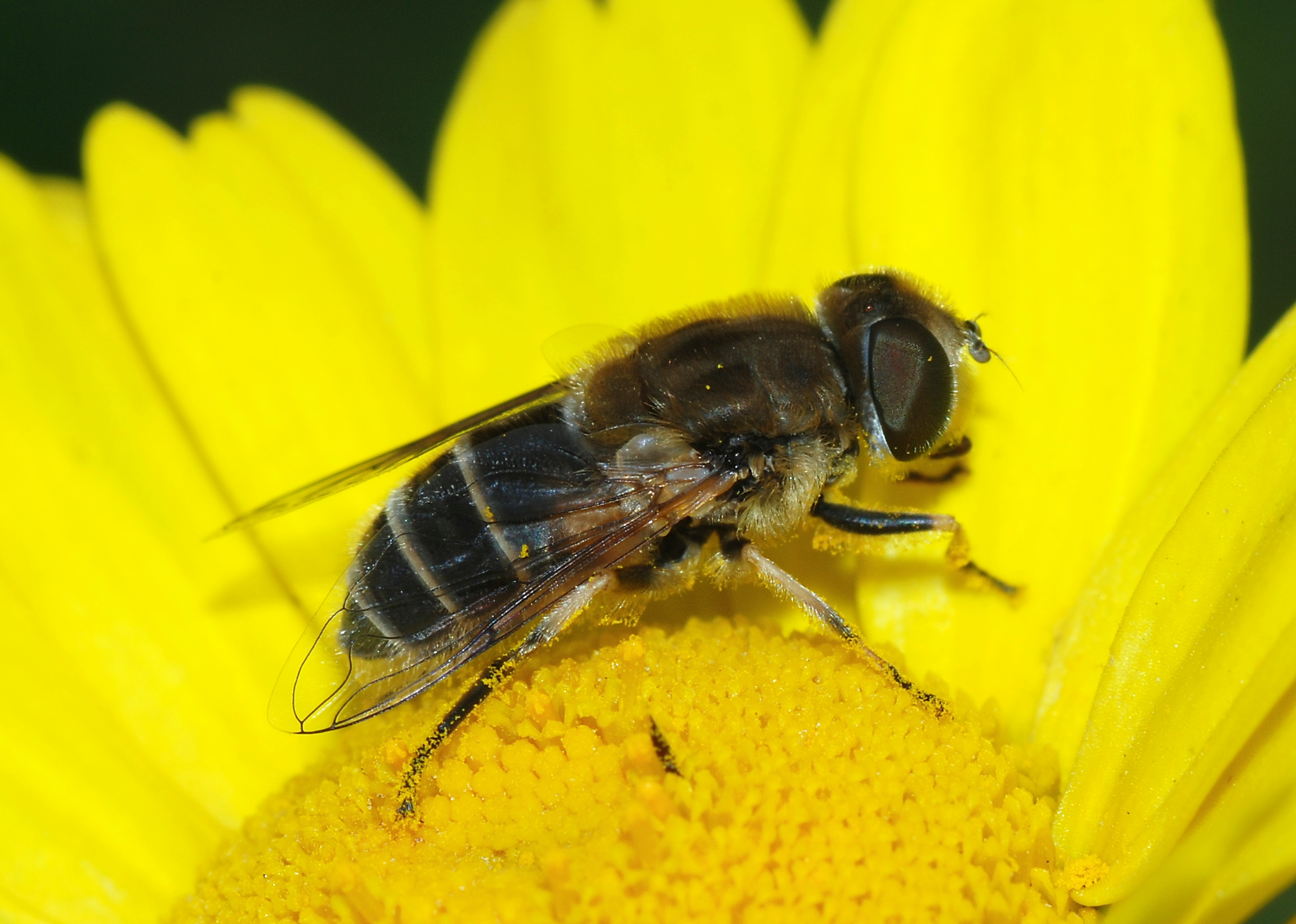
Mosca de las flores, Eristalis arbustorum
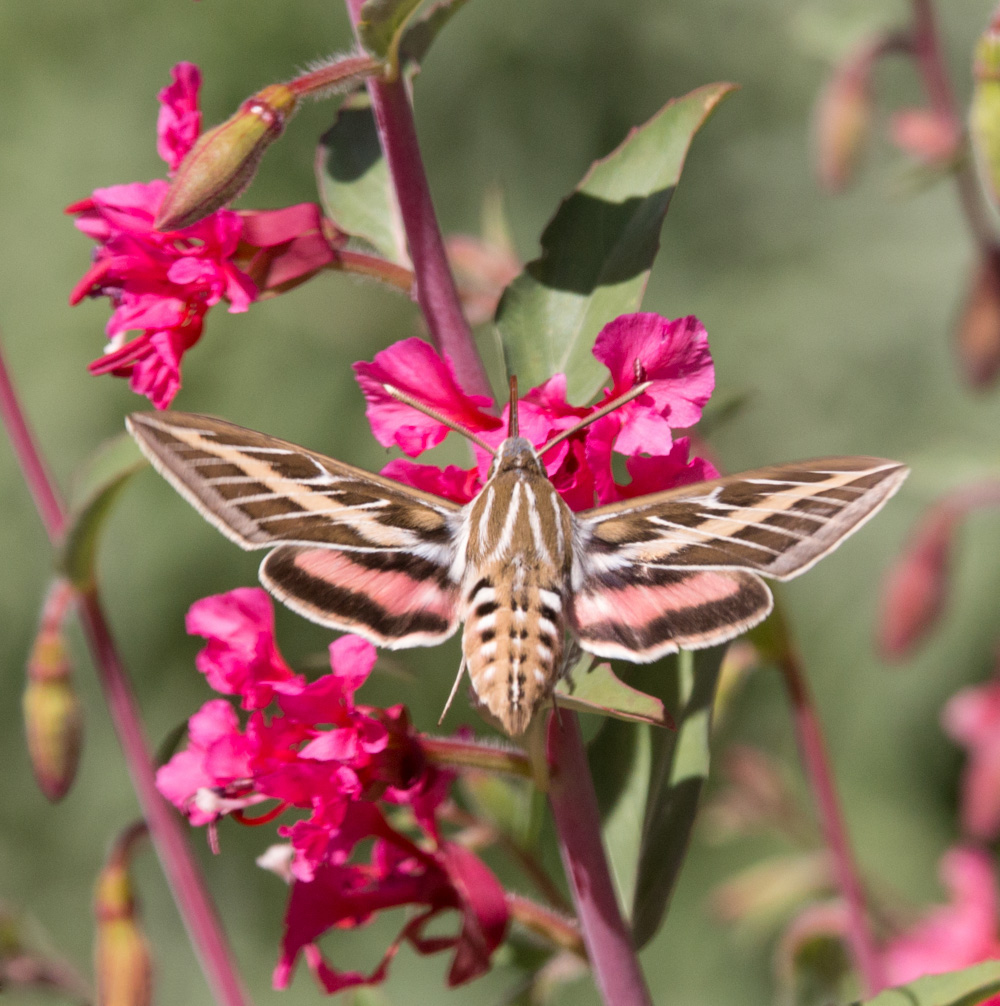
Hyles lineata y flor de Clarkia
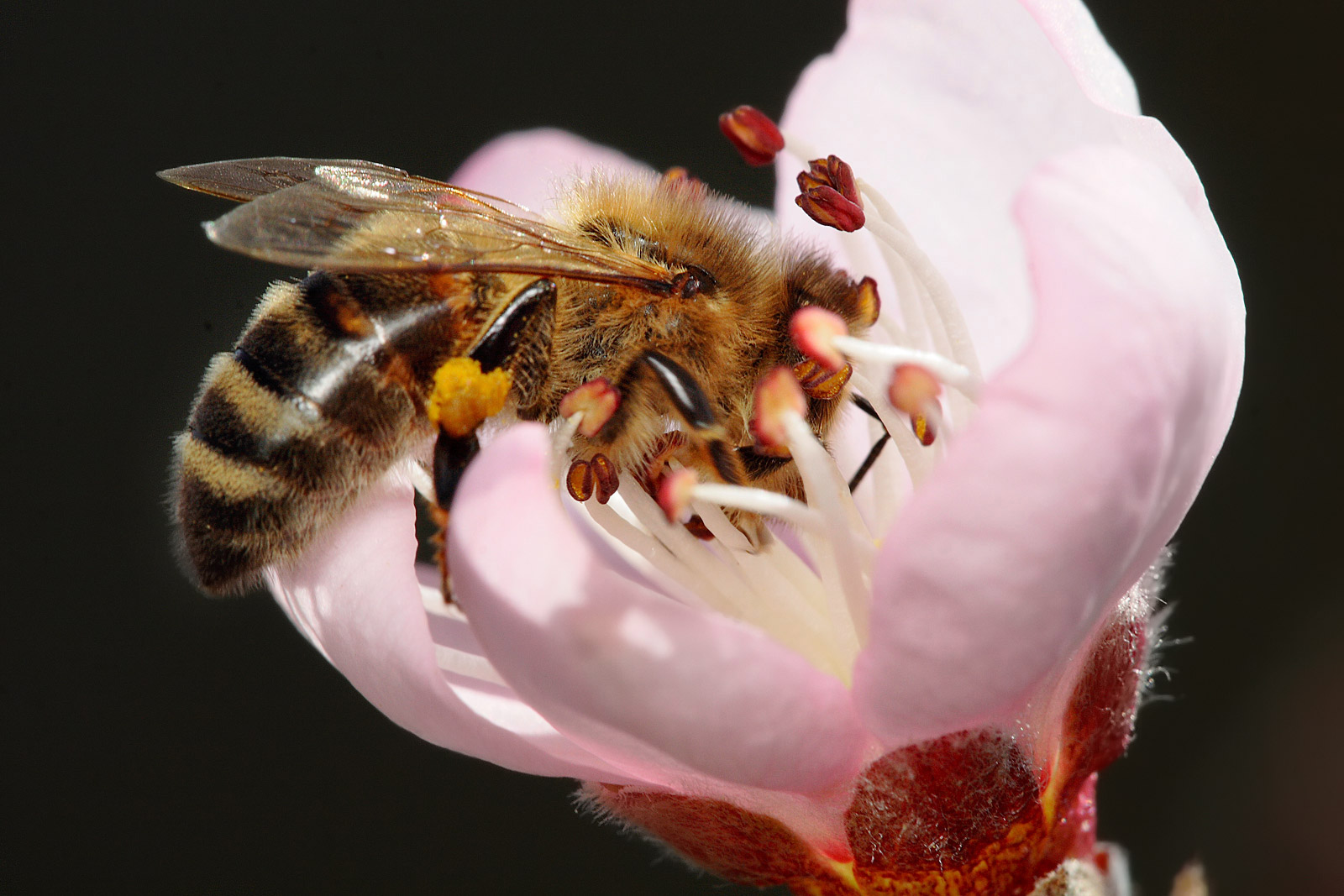
Abeja doméstica, Apis mellifera en Prunus persica